# Butherium erythropus
Butherium erythropus (лат.) — вид жуков-усачей из подсемейства собственно усачей. Единственный представитель рода Butherium. Распространён в восточной Бразилии (Пернамбуку, Санта-Катарина), Парагвае, Аргентине (Мисьонес) и восточном Эквадоре.